# Héctor Elizondo
Héctor Elizondo, gyakran Hector Elizondo (New York, 1936. december 22. –) Primetime Emmy-díjas amerikai színész, szinkronszínész.
Fontosabb televíziós szereplései voltak a Chicago Hope Kórház (1994–2000), valamint az Apa csak egy van (2011–2021) című sorozatokban, előbbivel négy jelölésből egy Primetime Emmy-díjat nyert. Szerepelt a Hajsza a föld alatt (1974), az Amerikai dzsigoló (1980), a Micsoda nő! (1990), a Beverly Hills-i zsaru 3. (1994), az Oltári nő (1999), a Neveletlen hercegnő (2001) és a Valentin nap (2010) című filmekben. Gyakran dolgozott együtt barátjával, Garry Marshall filmrendezővel, a Micsoda nő! című rendezésének mellékszereplőjeként Elizondót Golden Globe-díjra jelölték.
Szinkronszínészként számos animációs sorozatban kölcsönözte hangját.

## Fiatalkora
New Yorkban született. Édesanyja, Carmen Medina Reyes Puerto Ricó-i, édesapja, Martin Echevarria Elizondo pedig baszk száramzású. Gyakran költöztek New Yorkon belül más városrészekbe a jobb megélhetés reményében. Elizondo nagyon tehetséges sportoló és énekes volt tízéves korában. 1951-ben a Jr. High School nevű középiskolába járt. Jól ment neki a kosárlabda, de baseballból még jobb volt, ezért két csapatban is játszott a San Francisco Giantsban és a Pittsburgh Piratesban. 1954-ben beiratkozott a City College of New York nevű egyetemre, ahol történelemtanárnak tanult. Tanulmányait nem tudta befejezni, mert született egy fia, Robb és dolgoznia kellett.

## Pályafutása
A Broadway-n kezdte karrierjét, 1962-ben. Legelső színpadi szerepe a Kill the One-Eyed Man és a The Great White Hope színdarabokban volt. Első fontos szerepe Isten a  Steambath nevű színpadi játékban, amelyért Obie-díjat kapott. 
Walter Matthau mellett játszott az 1974-es Hajsza a föld alatt című filmben. Jó barátja Garry Marshall filmrendezőnek. Első közös filmjük az Ágyak és vágyak című amerikai vígjáték volt, ezután még 13 filmet készítettek együtt. Marshall azt szerette volna, hogy Elizondo főszerepet játsszon a Micsoda nő! című filmben, de Elizondo elutasította: csak egy szállodaigazgató kis szerepét vállalta el, amiért Golden Globe-jelölést kapott. Egyik leghíresebb szerepe a Chicago Hope Kórházban Phillip Watters doktor megformálása. A doktor szerepével 1997-ben nyert egy Primetime Emmy-díjat, erre az elismerésre 1995-ben, 1996-ban és 1998-ban is jelölték.
1999-ben játszott az Oltári nő című filmben. A 2001-es Neveletlen hercegnő és annak 2004-es második részében Josephet alakította.  Bane szinkronhangja volt Batman: Batwoman rejtélye című 2003-as animációs filmben.  2008-ban megkapta az elhunyt Stanley Kamel szerepét a Monk – A flúgos nyomozó című sorozatban.

## Magánélete
Háromszor házasodott, 1969 óta Carolee Campbell házastársa.

## Filmográfia

### Film
| Év   | Magyar cím                                      | Eredeti cím                                                        | Szerep                         | Magyar hang     |
| ---- | ----------------------------------------------- | ------------------------------------------------------------------ | ------------------------------ | --------------- |
| 1963 |                                                 | The Fat Black Pussycat                                             | Glen Lantz                     |                 |
| 1969 |                                                 | The Vixens                                                         | felügyelő                      |                 |
| 1970 | A háziúr                                        | The Landlord                                                       | Hector                         |                 |
| 1971 | Győzelemre született                            | Born to Win                                                        | Vivian                         | Jakab Csaba     |
| 1971 | Valdez közeleg                                  | Valdez Is Coming                                                   | Mexikói lovas                  | Vári Attila     |
| 1971 | Valdez közeleg                                  | Valdez Is Coming                                                   | Mexikói lovas                  | Kapácsy Miklós  |
| 1972 |                                                 | Stand Up and Be Counted                                            | Lou Kellerman                  |                 |
| 1972 |                                                 | Pocket Money                                                       | Juan                           |                 |
| 1972 |                                                 | Deadhead Miles                                                     | Bad Character                  |                 |
| 1974 | Hajsza a föld alatt                             | The Taking of Pelham One Two Three                                 | Mr. Grey                       | Vass Gábor      |
| 1974 | Hajsza a föld alatt                             | The Taking of Pelham One Two Three                                 | Mr. Grey                       | Sztarenki Pál   |
| 1974 | Hajsza a föld alatt                             | The Taking of Pelham One Two Three                                 | Mr. Grey                       | Breyer Zoltán   |
| 1975 |                                                 | Report to the Commissioner                                         | D'Angelo kapitány              |                 |
| 1976 | A holtak naplója                                | Diary of the Dead                                                  | Stan                           |                 |
| 1977 |                                                 | Thieves                                                            | Man Below                      |                 |
| 1979 | Kuba                                            | Cuba                                                               | Raphael Ramirez százados       |                 |
| 1980 | Amerikai dzsigoló                               | American Gigolo                                                    | Sunday                         | Kassai Károly   |
| 1980 | Amerikai dzsigoló                               | American Gigolo                                                    | Sunday                         | Seder Gábor     |
| 1981 | A rajongó                                       | The Fan                                                            | Raphael Andrews rendőr         |                 |
| 1982 | Szerelmes doktorok (Ágyak és vágyak)            | Young Doctors in Love                                              | Angelo / Angela Bonafetti      | Galkó Balázs    |
| 1984 | Flamingókölyök                                  | The Flamingo Kid                                                   | Arthur Willis                  | Varga T. József |
| 1984 | Flamingókölyök                                  | The Flamingo Kid                                                   | Arthur Willis                  | Beregi Péter    |
| 1985 | Nyereménynyaralás (Bikinivadászok)              | Private Resort                                                     | a Maestro                      | Incze József    |
| 1985 | Nyereménynyaralás (Bikinivadászok)              | Private Resort                                                     | a Maestro                      | Rosta Sándor    |
| 1986 | Alma a fájától                                  | Nothing in Common                                                  | Charlie Gargas                 | Jakab Csaba     |
| 1987 | A vasmacska kölykei                             | Overboard                                                          | szemétszállító hajó kapitánya  |                 |
| 1988 | Barátnők                                        | Beach                                                              | bíró                           | Palóczy Frigyes |
| 1988 |                                                 | Astronomy (rövidfilm)                                              | Mr. Fisk                       |                 |
| 1989 |                                                 | Leviathan                                                          | G. P. Cobb                     |                 |
| 1990 | Filofax, avagy a sors könyve                    | Taking Care of Business                                            | Frank Toolman börtönigazgató   | Varga T. József |
| 1990 | Micsoda nő!                                     | Pretty Woman                                                       | Barnard Thompson               | Kertész Péter   |
| 1991 | Krumplirózsa                                    | Frankie and Johnny                                                 | Nick                           | Barbinek Péter  |
| 1991 | Rögbi bunda                                     | Necessary Roughness                                                | Ed Gennero edző                | Szersén Gyula   |
| 1991 | Rögbi bunda                                     | Necessary Roughness                                                | Ed Gennero edző                | Fazekas István  |
| 1991 | Végső közelítés                                 | Final Approach                                                     | Dr. Dio Gottlieb               | Beregi Péter    |
| 1992 | Samantha                                        | Samantha                                                           | Walter                         | Juhász Jácint   |
| 1992 | Ha kikaparod, megkapod                          | There Goes the Neighborhood                                        | Norman Rutledge                | Sztankay István |
| 1993 | Ember a talpán                                  | Being Human                                                        | Dom Paulo                      | Szersén Gyula   |
| 1994 | Irány az Éden                                   | Exit to Eden                                                       | Dr. Martin Helifax             | Kertész Péter   |
| 1994 | Palira vettem a papát                           | Getting Even with Dad                                              | Romayko hadnagy                | Beregi Péter    |
| 1994 | Beverly Hills-i zsaru 3.                        | Beverly Hills Cop 3                                                | Jon Flint                      | Konter László   |
| 1994 | Beverly Hills-i zsaru 3.                        | Beverly Hills Cop 3                                                | Jon Flint                      | Balázs Péter    |
| 1994 |                                                 | Backstreet Justice                                                 | Steve Donovan                  |                 |
| 1995 | Tökéletes alibi                                 | Perfect Alibi                                                      | Ryker nyomozó                  | Barbinek Péter  |
| 1996 | Égiposta                                        | Dear God                                                           | Vladek Vidov                   | Szersén Gyula   |
| 1997 | Légörvény                                       | Turbulence                                                         | Aldo Hines hadnagy             | Barbinek Péter  |
| 1999 | Oltári nő                                       | Runaway Bride                                                      | Fisher                         | Végvári Tamás   |
| 1999 | Oltári nő                                       | Runaway Bride                                                      | Fisher                         | Barbinek Péter  |
| 1999 | Entrópia                                        | Entropy                                                            | az elnök                       |                 |
| 1999 | Carla új élete                                  | The Other Sister                                                   | Ernie                          | Rosta Sándor    |
| 2001 | Fűre tépni szabad                               | How High                                                           | Bill edző                      | Papp János      |
| 2001 | Neveletlen hercegnő                             | The Rum Diary                                                      | Joe                            | Kőszegi Ákos    |
| 2001 | Tortilla leves                                  | Tortilla Soup                                                      | Martin Naranjo                 | Barbinek Péter  |
| 2003 | Batman: Batwoman rejtélye                       | The Man Who Killed Don Quixote                                     | Bane (hangja)                  |                 |
| 2004 | Neveletlen hercegnő 2. – Eljegyzés a kastélyban | The Princess Diaries 2: Royal Engagement                           | Joe                            | Reviczky Gábor  |
| 2004 | Kisanyám, avagy mostantól minden más            | Raising Helen                                                      | Mickey Massey                  | Kertész Péter   |
| 2006 | Mennyei prófécia                                | The Celestine Prophecy                                             | Sebastian bíboros              | Garai Róbert    |
| 2006 | Megleslek.com                                   | I-See-You.Com                                                      | Greg Rishwain                  | Varga T. József |
| 2007 | Szerelem a kolera idején                        | Love in the Time of Cholera                                        | Don Leo                        | Végvári Tamás   |
| 2007 | Anya, lánya, unokája                            | Georgia Rule                                                       | Izzy                           | Orosz István    |
| 2007 |                                                 | Music Within                                                       | Ben Padrow                     |                 |
| 2010 | Valentin nap                                    | Valentine's Day                                                    | Edgar                          | Végvári Tamás   |
| 2010 |                                                 | New York Street Games (dokumentumfilm)                             | önmaga / narrátor              |                 |
| 2011 | Szilveszter éjjel                               | New Year's Eve                                                     | Lester Kominsky                | Blaskó Péter    |
| 2014 | Az élet könyve                                  | The Book of Life                                                   | Carlos Sanchez                 | Barbinek Péter  |
| 2016 | Anyák napja                                     | Mother's Day                                                       | Lance Wallace                  | Kertész Péter   |
| 2017 | Lego Batman – A film                            | The Lego Batman Movie                                              | Gordon rendőrkapitány (hangja) | Epres Attila    |
| 2021 |                                                 | Music                                                              | George                         |                 |
| 2021 |                                                 | Rita Moreno: Just a Girl Who Decided to Go for It (dokumentumfilm) | önmaga                         |                 |

### Televízió
Tévéfilmek
| Év   | Magyar cím              | Eredeti cím                            | Szerep                 | Magyar hang    |
| ---- | ----------------------- | -------------------------------------- | ---------------------- | -------------- |
| 1971 | Türelmetlen szív        | The Impatient Heart                    | Mr. Hernandez          |                |
| 1976 |                         | Wanted: The Sundance Woman             | Pancho Villa           |                |
| 1982 |                         | Honeyboy                               | Emilio Ramirez         |                |
| 1983 | Fegyőrnők               | Women of San Quentin                   | Mike Reyes százados    | Usztics Mátyás |
| 1985 |                         | Murder: My Reason of Insanity          | Ben Haggarty           |                |
| 1985 |                         | Out of the Darkness                    | George atya            |                |
| 1986 | Kurázsi                 | Courage                                | Nick Miraldo           |                |
| 1988 |                         | Addicted to His Love                   | Currigan nyomozó       |                |
| 1989 |                         | Kojak: Ariana                          | Edson Saunders         |                |
| 1989 | Katonacsizmában a mamám | Your Mother Wears Combat Boots         | Burke őrmester         | Juhász Jácint  |
| 1990 |                         | Sparks: The Price of Passion           | Vic Ramos              |                |
| 1990 | Sötét bosszú            | Dark Avenger                           | David Strauss százados |                |
| 1990 |                         | Forgotten Prisoners: The Amnesty Files | Hasan Demir            |                |
| 1991 | Aranyláncok             | Chains of Gold                         | Ortega hadnagy         | Uri István     |
| 1991 | Úton hazafelé           | Finding the Way Home                   | Ruben                  | Sörös Sándor   |
| 1995 |                         | Jonny Quest vs. The Cyber Insects      | Attacama (hangja)      |                |
| 1997 | Angyali üzlet           | Borrowed Hearts                        | Javier Del Campo       | Fülöp Zsigmond |

Sorozatok
| Év        | Magyar cím                          | Eredeti cím                               | Szerep                              | Megjegyzések                                                       |
| --------- | ----------------------------------- | ----------------------------------------- | ----------------------------------- | ------------------------------------------------------------------ |
| 1966      |                                     | The Edge of Night                         | Vincento                            | 1 epizód                                                           |
| 1968–1970 |                                     | The Doctors                               | Mr. Guevara / pincér / John Colley  | 3 epizód                                                           |
| 1972      |                                     | All in the Family                         | Carlos Mendoza                      | 1 epizód                                                           |
| 1973–1976 | Kojak                               | Kojak                                     | Nick Ferro nyomozó                  | - 1 epizód (Halálos féltékenység) - magyar hangja Berzsenyi Zoltán |
| 1973–1976 | Kojak                               | Kojak                                     | Carl Dettrow                        | 1 epizód                                                           |
| 1974      |                                     | Maude                                     | rendőr                              | 1 epizód                                                           |
| 1975      |                                     | Baretta                                   | Jerry Damon                         | 1 epizód                                                           |
| 1975      | Columbo                             | Columbo                                   | Hassan Salah                        | - 1 epizód (Diplomáciai mentesség) - magyar hangja Gesztesi Károly |
| 1975–1978 | Rockford nyomoz                     | The Rockford Files                        | John Micelli / Frank Falcone        | 2 epizód                                                           |
| 1976      |                                     | Popi                                      | Abraham Rodriguez                   | 11 epizód                                                          |
| 1978      |                                     | The Dain Curse                            | Ben Feeney                          | minisorozat (2 epizód)                                             |
| 1978      |                                     | The Eddie Capra Mysteries                 | Strickland                          | 1 epizód                                                           |
| 1980–1981 |                                     | Freebie and the Bean                      | Dan "Bean" Delgado nyomozó őrmester | 9 epizód                                                           |
| 1982      |                                     | Bret Maverick                             | Mr. Gomez                           | 1 epizód                                                           |
| 1983      |                                     | Feel the Heat                             | Monkey Moreno                       | 1 epizód                                                           |
| 1983      |                                     | Casablanca                                | Louis Renault százados              | 5 epizód                                                           |
| 1984      |                                     | a.k.a. Pablo                              | Jose Sanchez / Shapiro              | - 6 epizód - rendező (3 epizód)                                    |
| 1984–1985 | Zsarublues                          | Hill Street Blues                         | Joe Keenan felügyelő                | 2 epizód                                                           |
| 1985–1986 |                                     | Foley Square                              | Jesse Steinberg                     | 14 epizód                                                          |
| 1986      |                                     | Amazing Stories                           | Meadows                             | 1 epizód                                                           |
| 1986      |                                     | Matlock                                   | Joe Peters nyomozó                  | 1 epizód                                                           |
| 1987      |                                     | Night Heat                                | Hector Gurvin nyomozó               | 1 epizód                                                           |
| 1987      |                                     | Down and Out in Beverly Hills             | Dave Whiteman                       | 13 epizód                                                          |
| 1989      |                                     | The Equalizer                             | Ray Quintero                        | 1 epizód                                                           |
| 1991–1993 |                                     | The Pirates of Dark Water                 | Ioz (hangja)                        | 21 epizód                                                          |
| 1992      | Terhelő bizonyíték                  | The Burden of Proof                       | Alejandro "Sandy" Stern             | minisorozat (2 epizód)                                             |
| 1992      | Vízi zsaruk                         | Fish Police                               | Don Kalamári (hangja)               | - 6 epizód - magyar hangja Elekes Pál                              |
| 1993      | Mesék a kriptából                   | Tales from the Crypt                      | Leo Burn                            | 1 epizód                                                           |
| 1993      | Animánia                            | Animaniacs                                | Stradivarius (hangja)               | 1 epizód                                                           |
| 1993      |                                     | The Addams Family                         | Ian Thundermane (hangja)            | 1 epizód                                                           |
| 1993–1995 | A bolygó kapitánya                  | Captain Planet                            | Shanoub / Bard / Ron (hangja)       | 3 epizód                                                           |
| 1994      | Kisvárosi rejtélyek                 | Picket Fences                             | Dr. Phillip Watters                 | 1 epizód                                                           |
| 1994–1995 | Aladdin                             | Aladdin                                   | Malcho (hangja)                     | 2 epizód                                                           |
| 1994–2000 | Chicago Hope Kórház                 | Chicago Hope                              | Dr. Phillip Watters                 | főszereplő (141 epizód)                                            |
| 1995      | Batman: A rajzfilmsorozat           | Batman: The Animated Series               | Sheldon Fallbrook (hangja)          | 1 epizód                                                           |
| 1996      |                                     | Gargoyles                                 | Zafiro (hangja)                     | 1 epizód                                                           |
| 1997      |                                     | Murphy Brown                              | önmaga                              | 1 epizód                                                           |
| 1998      | A kiválasztott – Az amerikai látnok | Early Edition                             | Dr. Phillip Watters                 | 1 epizód                                                           |
| 2001      |                                     | Kate Brasher                              | Joe Almeida                         | 6 epizód                                                           |
| 2002      |                                     | Fidel                                     | Eddie Chibas                        | minisorozat                                                        |
| 2002      | Az elnök emberei                    | The West Wing                             | Dr. Dalton Millgate                 | 1 epizód                                                           |
| 2002      | Mizújs, Scooby-Doo?                 | What's New, Scooby-Doo?                   | Dr. Guitirrez (hangja)              | 1 epizód                                                           |
| 2002      | Mucha Lucha                         | ¡Mucha Lucha!                             | El Fundador (hangja)                | 1 epizód                                                           |
| 2002–2003 | Feltételes szabadlábon              | Street Time                               | Fariz Hammoud                       | 4 epizód                                                           |
| 2002–2004 |                                     | American Experience                       | narrátor (hangja)                   | 2 epizód                                                           |
| 2003      | Nyomtalanul                         | Without a Trace                           | Henry Stevens atya                  | 1 epizód                                                           |
| 2003      | Csodák                              | Miracles                                  | "Poppi" Calero atya                 | 4 epizód                                                           |
| 2004      | Century City – A jövő fogságában    | Century City                              | Martin Constable                    | 9 epizód                                                           |
| 2004      | Jack és Bobby                       | Jack & Bobby                              | Gerald Cruz                         | 1 epizód                                                           |
| 2004      | Az igazság ligája                   | Justice League                            | Kragger hadnagy (hangja)            | 1 epizód                                                           |
| 2004      | A Thornberry család                 | The Wild Thornberrys                      | Fehérfejű rétisas (hangja)          | 1 epizód                                                           |
| 2005–2006 | Az igazság ligája: Határok nélkül   | Justice League Unlimited                  | Kragger hadnagy / Hath-Set (hangja) | 2 epizód                                                           |
| 2006      | Avatár – Aang legendája             | Avatar: The Last Airbender                | Wan Shi Tong (hangja)               | 1 epizód                                                           |
| 2006      |                                     | 10 Days That Unexpectedly Changed America | narrátor                            | 10 epizód                                                          |
| 2007      | A cukorbáró                         | Cane                                      | Pancho Duque                        | főszereplő (13 epizód)                                             |
| 2007      | A tigris                            | El Tigre: The Adventures of Manny Rivera  | Justice Jaguar (hangja)             | 1 epizód                                                           |
| 2007–2013 | A Grace klinika                     | Grey's Anatomy                            | Carlos Torres                       | 5 epizód                                                           |
| 2008–2009 | A Grace klinika                     | Monk                                      | Dr. Neven Bell                      | 14 epizód                                                          |
| 2010      | Dóra, a felfedező                   | Dora the Explorer                         | Wishing Wizzle (hangja)             | 1 epizód                                                           |
| 2010      |                                     | Go, Diego, Go!                            | King Vicuna (hangja)                | 1 epizód                                                           |
| 2011      | Amerikai fater                      | American Dad!                             | önmaga (hangja)                     | 1 epizód                                                           |
| 2011      | Villámmacskák                       | ThunderCats                               | Viragor (hangja)                    | 1 epizód                                                           |
| 2011–2021 | Apa csak egy van                    | Last Man Standing                         | Ed Alzate                           | főszereplő                                                         |
| 2013      | Korra legendája                     | The Legend of Korra                       | Wan Shi Tong (hangja)               | 1 epizód                                                           |
| 2015      |                                     | Cristela                                  | Ed Alzate                           | 1 epizód                                                           |
| 2015      | Jake és Sohaország kalózai          | Jake and the Never Land Pirates           | Colossus kapitány (hangja)          | 1 epizód                                                           |
| 2016–2018 | Elena, Avalor hercegnője            | Elena of Avalor                           | Fiero (hangja)                      | 6 epizód                                                           |
| 2017–2020 | Mickey és az autóversenyzők         | Mickey and the Roadster Racers            | Beagle nagypapa (hangja)            | 5 epizód                                                           |
| 2021      | Van rá magyarázat                   | Explained                                 | narrátor                            | 1 epizód                                                           |
| 2021–2022 |                                     | B Positive                                | Harry Milton                        | visszatérő szereplő (14 epizód)                                    |
| 2022      | Zöld sonka és zöld tojás            | Green Eggs and Ham                        | Dooka (hangja)                      | 6 epizód                                                           |
| 2023      | Star Wars: A Rossz Osztag           | Star Wars: The Bad Batch                  | Romar Adell (hangja)                | 1 epizód                                                           |

## Díjak és jelölések
- Emmy-díj
  - 1997 díj: Legjobb férfi mellékszereplő (drámai tévésorozat) (Chicago Hope Kórház)
  - 1995 jelölés: Legjobb férfi mellékszereplő (drámai tévésorozat) (Chicago Hope Kórház)
  - 1996 jelölés: Legjobb férfi mellékszereplő (drámai tévésorozat) (Chicago Hope Kórház)
  - 1998 jelölés: Legjobb férfi mellékszereplő (drámai tévésorozat) (Chicago Hope Kórház)
- Golden Globe-díj
  - 1991 jelölés: legjobb férfi mellékszereplőnek (Micsoda nő!)

## Fordítás
- Ez a szócikk részben vagy egészben  a   Héctor Elizondo című angol Wikipédia-szócikk ezen változatának fordításán alapul.  Az eredeti cikk szerkesztőit annak laptörténete sorolja fel. Ez a jelzés csupán a megfogalmazás eredetét és a szerzői jogokat jelzi, nem szolgál a cikkben szereplő információk forrásmegjelöléseként.